# Liste der Kulturdenkmäler in Höchstenbach
In der Liste der Kulturdenkmäler in Höchstenbach sind alle Kulturdenkmäler der rheinland-pfälzischen Ortsgemeinde Höchstenbach aufgeführt. Grundlage ist die Denkmalliste des Landes Rheinland-Pfalz (Stand: 21. Dezember 2021).

## Einzeldenkmäler
| Bezeichnung              | Lage                                                         | Baujahr | Beschreibung                                                                                                | Bild                           |
| ------------------------ | ------------------------------------------------------------ | ------- | --- | ------------------------------ |
| Evangelische Pfarrkirche | Bergstraße Lage                                              |         | spätromanischer, ursprünglich einschiffiger Bau                                                             | weitere Bilder Fotos hochladen |
| Marceau-Denkmal          | südöstlich des Ortes an der B 8; Distrikt Das Sauerfeld Lage | 1863    | Obelisk, 1863 errichtet an der Stelle, an der der französische General Marceau 1796 tödlich verwundet wurde | weitere Bilder Fotos hochladen |